# Wannier-Darstellung

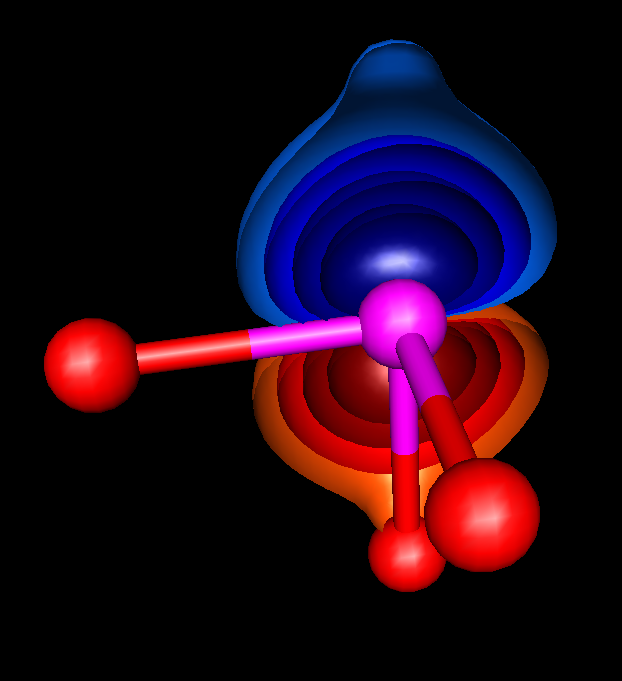
Dreidimensionales Modell der Wannier-Funktion von BaTiO_{3}

Die nach dem Schweizer Physiker Gregory Hugh Wannier benannte Wannier-Darstellung ist ein Begriff aus der Festkörperphysik. In der Tight-Binding-Näherung ist eine Beschreibung der elektronischen Wellenfunktionen in der gitterperiodischen Bloch-Basis nicht mehr sinnvoll. Eher konstruiert man die Zustandsfunktion aus atomaren Wellenfunktionen. Diese sind nicht orthonormiert. Aus den Bloch-Funktionen lässt sich jedoch eine Orthonormalbasis lokalisierter Zustände konstruieren:
{\displaystyle \omega _{mn}({\vec {r}}-{\vec {R}}_{m})={\frac {1}{\sqrt {N}}}\sum _{k}e^{-i{\vec {k}}{\vec {R}}_{m}}\cdot \psi _{n{\vec {k}}}({\vec {r}})}
Dabei ist
- {\displaystyle \psi _{n{\vec {k}}}({\vec {r}})} eine Bloch-Funktion
- {\displaystyle \omega _{in}({\vec {r}}-{\vec {R}}_{m})} der zugehörige Wannier-Zustand
- {\displaystyle e} die Eulersche Zahl
- {\displaystyle i} die imaginäre Einheit
- {\displaystyle {\vec {k}}} der Wellenvektor
- {\displaystyle {\vec {r}}} der Ortsvektor
- {\displaystyle n} der Bandindex.

Die umgekehrte Konstruktion der Bloch-Zustände aus den Wannier-Zuständen heißt dann
{\displaystyle \psi _{n{\vec {k}}}({\vec {r}})={\frac {1}{\sqrt {N}}}\sum _{{\vec {R}}_{m}}e^{i{\vec {k}}{\vec {R}}_{m}}\cdot \omega _{in}({\vec {r}}-{\vec {R}}_{m})}
Je größer die Gitterkonstante ist, desto stärker sind die Wannierzustände lokalisiert. Sie nähern sich immer mehr an die atomaren Zustände an. Statt aber den Wannier-Zustand einfach einem atomaren Zustand gleichzusetzen, nähert man ihn durch eine Linearkombination von atomaren Zuständen (LCAO):
{\displaystyle \omega _{in}({\vec {r}}-{\vec {R}}_{m})=\sum _{n\in U}a_{n}\cdot \varphi _{n}({\vec {r}}-{\vec {R}}_{m})}
Die Menge U stellt dabei einen Unterraum der atomaren Zustände {\displaystyle \varphi _{n}({\vec {r}}-{\vec {R}}_{m})} dar.